# Homoeomeria
Homoeomeria is een geslacht van vlinders van de familie spinneruilen (Erebidae), uit de onderfamilie Lymantriinae.

## Soorten
- H. cretosa (Saalmüller, 1884)
- H. euryptena Collenette, 1960
- H. flavicapilla (Wallengren, 1860)
- H. haploa Collenette, 1958
- H. hololeuca (Hampson, 1910)
- H. hypsoides Collenette, 1960
- H. iroceraea (Collenette, 1959)
- H. nivea Aurivillius, 1909